# 長春大房身国際空港
長春大房身国際空港（ちょうしゅん-だいぼうしん-こくさいくうこう）は中華人民共和国吉林省長春市に位置する軍用飛行場。

## 沿革
- 1941年　満州国の時代に、開港する。
- 1961年　吉林省人民委員会が、吉林省民航管理処と長春のメイン空港を長春大屯空港から長春大房身空港に移転することを決定し、軍民共用の空港となる。
- 1962年　民航総局の批准を得て、民用航空の幹線飛行ルートに入る。当時のルートは北京-瀋陽-長春-ハルビンを当日折り返し運用していた。
- 1962年1月16日　北京発のイリューシンIL-14Pが民間航空機として初着陸する。
- 1972年　拡張工事を実施する。
- 1985年　大規模な拡張工事を実施する。2,600mの滑走路を増設する。
- 1992年　国務院が、国際空港への昇格を批准する。
- 1993年　国際ターミナルが完成し、国際空港となる。
- 2005年8月26日　民間空港業務を終了する。
- 2005年8月27日　民間空港業務を引き継いだ長春龍嘉国際空港が開港する。